# カーダシアン家
カーダシアン家（Kardashian family）、またはカーダシアン＝ジェンナー家（Kardashian–Jenner family）は、エンターテインメント、ファッションデザイン、ビジネスの分野で活躍するアメリカ人の家族である。
ロバート・カーダシアンとクリス・ジェンナーから始まるこの家族は2人の子のコートニー・カーダシアン、キム・カーダシアン、クロエ・カーダシアン、ロブ・カーダシアン、そしてその孫たちにより構成される。クリス・ジェンナーは離婚後にケイトリン・ジェンナー（当時はブルース・ジェンナー）と再婚し、娘のケンダル・ジェンナーとカイリー・ジェンナーをもうける。著名な親戚にはケイトリンの前妻で女優のリンダ・トンプソン（エルヴィス・プレスリーの元恋人で、デイヴィッド・フォスターの３番目の妻）、彼らのあいだに生まれたブランドン・ジェンナーとブロディ・ジェンナーがいる。
コートニーは起業家のスコット・ディシックとのあいだに子供を3人もうけている。キムはラッパーのカニエ・ウェストと結婚し、子供を4人もうけている。クロエはバスケットボール選手のトリスタン・トンプソンと結婚し、娘を1人もうけている。ロブはブラック・チャイナとのあいだに娘を1人もうけている。カイリーはラッパーのトラヴィス・スコットとのあいだに娘を1人と息子１人もうけている。
ロバート・カーダシアンは当初はO・J・シンプソン事件でO・J・シンプソンの弁護士を務めたことで注目を浴びたが、キムと歌手のレイ・ジェイが2002年に性交をしていた映像が流出し、『Kim Kardashian, Superstar』として発売されると、一家は「リアリティ番組とビジネスの帝国」に足を踏み入れた。以降、一家は「アメリカで最も有名な家族」（『グラマー』誌）、「世界で最も影響力のある『王家』の1つ」（『インサイダー』）、「2010年代最大のインフルエンサー」（『ヴォーグ』誌）などと評された。一家は作家のイアン・ハルパリンによる書籍『Kardashian Dynasty: The Controversial Rise of America's Royal Family』で特集された。
カーダシアン家はリアリティ番組への出演でよく知られ、特に『カーダシアン家のお騒がせセレブライフ』（2007-2021年）は長寿番組となった。さらにそのスピンオフ番組として『Kourtney and Kim Take Miami』（2009-2013年）、『Kourtney and Khloé Take Miami』（2009-2013年）、『Kourtney and Kim Take New York』（2011-2012年）、『Khloé & Lamar』（2013年）、『Kourtney and Kim Take Miami』（2014-2015年）、『Kourtney and Khloé Take The Hamptons』（2014-2015年）、『Dash Dolls』（2015年）が放送された。

## 背景
ロバート・カーダシアンはヘレンとアーサー・カーダシアンのあいだに生まれた。父方および母方の4人の祖父母全員が1900年代初頭にオスマン帝国からアメリカ合衆国に移ったアルメニア人であり、現在のトルコのカラカレとエルズルムの町の出身である。一家は1915年にアルメニア人虐殺が始まる前にオスマン帝国を去っている。

## 評価
一家とメディアはキムが自分たちのキャリアをスタートさせたと考えている。一家は「有名であることで有名」であると評されている。2020年5月末、『フォーブス』誌はカイリー・ジェンナーの財務に関する調査を発表し、彼女が不当に億万長者の称号を得ていたと報じた。記者のチェイス・ピーターソン＝ウィザーンとマデリーン・バーグは「『有名であることで有名』という概念を完成させ、収益化した一家には、白い嘘、逸脱、あからさまな捏造が予期される」と書いた。一家の番組『カーダシアン家のお騒がせセレブライフ』は批評家からは「（一家は）『有名であることで有名になる』以外に本物の能力が無い」と評されている。『ヴォーグ』誌はカーダシアン家を「2000年代は『有名であることで有名』だったが、2010年代には彼らは考慮すべき文化的勢力となった」と評した。

## 家系図

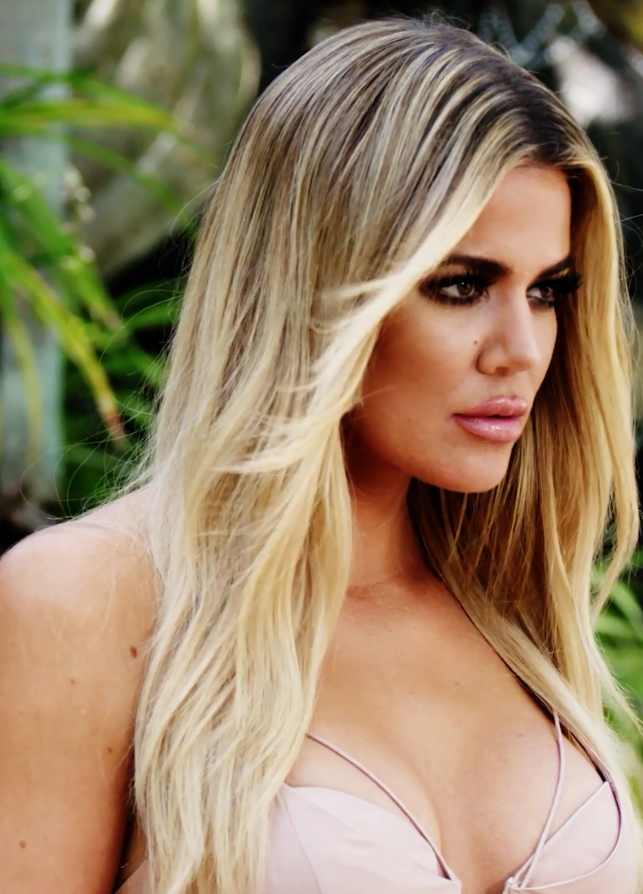
2018年の『グラマー・メキシコ』誌に掲載されたクロエ・カーダシアンの写真。

### カーダシアン家の系図
- タトス・サガテル・カーダシアン、m. ハマス・シャカリアン
  - アーサー・カーダシアン、m. ヘレン・アラケリアン
    - ロバート・カーダシアン、m. クリス・ジェンナー
      - コートニー・カーダシアン、スコット・ディシック（英語版）と元パートナー関係
        - メイソン・ダッシュ・ディシック (b. 2009年12月14日)
        - ペネロペ・スコットランド・ディシック (b. 2012年7月8日)
        - リーン・アストン・ディシック (b. 2014年12月14日)

      - キム・カーダシアン, m. カニエ・ウェスト
        - ノース・ウェスト (b. 2013年6月15日)
        - セイント・ウェスト (b. 2015年12月5日)
        - シカゴ・ウェスト (b. 2018年1月15日)
        - サーム・ウェスト (b. 2019年5月10日)

      - クロエ・カーダシアン、トリスタン・トンプソンとパートナー関係
        - トゥルー・トンプソン (b. 2018年4月12日)

      - ロブ・カーダシアン（英語版）、ブラック・チャイナと元パートナー関係
        - ドリーム・レネー・カーダシアン (b. 2016年11月10日)

    - バーバラ・カーダシアン・フリーマン
    - トーマス・"トム"・カーダシアン、m. ジョアン・"ジョニー"・ロバーツ（旧姓: エスピソト）[13]

### カーダシアン＝ジェンナー家の系図
- ウィリアム・ヒュー・ジェンナー、m. エスター・ルース・マクガイア
  - ブルース・ジェンナー、m. クリス・ジェンナー
    - ケンダル・ジェンナー
    - カイリー・ジェンナー、トラヴィス・スコットと元パートナー関係
      - ストーミ・ウェブスター (b. 2018年2月1日)

家系図の出典: